# Когнаты (лингвистика)
Когнаты (лат. cognati, букв. «родственные») в лингвистике — однокоренные слова, имеющие общее происхождение в двух и более самостоятельных языках. Зачастую когнаты имеют и похожее звучание. При этом семантическая схожесть когнатов обычно варьирует и полностью не совпадает, а потому когнаты подразделяются на полные (меньшинство) и частичные (большинство).
Когнаты возникают в процессе исторического взаимодействия двух и более языков. В случае неблизкородственных языков (например, русский и румынский, французский и английский) когнаты появляются в результате языковых заимствований, в близкородственных языках когнаты зачастую представляют собой языковые дублеты. Изучением когнатов занимаются этимология и семантика, а также сравнительное языкознание.
Существуют ложные когнаты — пары слов, которые кажутся родственными из-за схожести звучаний и значений, но имеют разную этимологию; они могут быть из одного и того же языка или из разных языков, или даже из одной семьи языков. Это отличает их от «ложных друзей переводчика», которые являются похожими по звучанию словами с разными значениями, но на самом деле могут быть этимологически связаны.

## Этимология
В лингвистику, преимущественно западную, понятие когнатов для обозначения подобных языковых явлений было введено в XX веке. Исторически же слово когнаты, согласно БСЭ, означает родственники. В римском праве когнатами обозначаются лица, состоящие в юридически признанном кровном родстве по женской линии, а также кровные родственники в целом. В эпоху поздней Римской империи когнаты часто включались в число наследников вместе с так называемыми агнатами. Само слово когнат является ярким примером когнатов: от лат. слова cognati происходит современное испанское слово cuñado (шурин; деверь; зять; друг, приятель) и румынское слово «кумнат» с тем же значением.

## Когнаты в неродственных языках
Употребление письменного и устного церковнославянского языка в качестве языка богослужения и переписки в средневековых придунайских княжествах (Валахия, Молдавия, Трансильвания) привело к массовым заимствованиям из старославянского языка в речи местного романского населения. Славянские заимствования в румынском языке имеют в основном южнославянское происхождение, но имеют свои когнаты и в русском языке, поскольку он близкородственен южнославянскому. К целым пластам славянских заимствований позднее добавились и русизмы, заметные в румынском языке. Ср. рум..: «да» (da) и русск. «да»; «юби» (iubi) и «любить»; «чити» (citi) и «читать»; «драг» (drag) и «дорогой» и др.
Господство латинского, англо-нормандского и англо-французского языков в средневековой Англии XI—XIII веков привело к формированию значительного слоя когнатов в современном английском (германском по происхождению) и романском французском, а также других романских языках, создав «лексическую иллюзию» родства этих языков с английским. Ср. англ. pay от фр. payer «платить», англ. city и фр. cité «город», англ. stay и исп. estar «пребывать», «останавливаться». Тем не менее романские заимствования в английском языке редко являются полными когнатами. Тот же англ. city «мегаполис», «деловой центр» отличается от фр. cité «городок», «посёлок». Более того, диапазон значений одного и того же слова как правило в языке-источнике шире, чем в языке-получателе. К примеру, во французском языке слово «important(е)» употребляется и в качественном (важный, высокопоставленный о человеке), и в количественном значении (большой, значительный о сумме денег). В английском языке заимствованное слово «important» употребляется лишь в качественном значении. Кроме того, частотность заимствованного глагола «enter» меньше, чем у исконно германского «come in»; а стиль и частотность фразы «to suffice» не идентичны исконной фразе «to be enough».